# 上海福寿园
上海福寿园（英語：Shanghai Fushou Garden）是一处位于上海市的公墓。隶属于福寿园国际集团。

## 历史
成立于1994年，紧邻上海人文纪念公园，位于上海青浦区外青松公路7270弄600号，占地800多亩，共安葬500余位各界人士。有海行园、山茶园、福桔园、清莲园、文新园、悦菊园等多个墓区。2010年上海福寿园人文纪念馆在园内建立。

## 名人墓葬
- 万籁鸣，中国动画事业奠基人 代表作《铁扇公主》《大闹天宫》
- 李立三，中共早期领导人
- 秦邦宪，中共早期领导人
- 瞿秋白，中共早期领导人
- 杨之华，中国妇女活动家
- 章士钊，中央文史研究馆馆长。
- 汪道涵，上海市长
- 毛泽民，毛泽东弟弟
- 陈洁如，蒋介石前妻
- 胡乔木，毛泽东秘书
- 乔冠华，中华人民共和国外交部部长
- 李研吾，天津市委常委
- 曾涛，新华社社长
- 赵景深，中国作家、译者
- 陈歌辛，中国作曲家
- 赵行志，上海市委书记
- 陶勇，中国东海舰队司令员
- 夏征农，上海市委书记处书记，复旦大学党委书记
- 陈小鲁，陈毅儿子
- 粟寒生，粟裕儿子
- 谢希德，复旦大学校长
- 程乃珊，中国作家
- 芦芒，中国作家、诗人、画家
- 王小鹰，中国作家、诗人
- 曹聚仁，中国记者
- 许广平，鲁迅夫人，中国社会活动家
- 周海婴，中国摄影师、无线电专家
- 周小燕，中国音乐教育家
- 周璇，中国歌星、影星
- 吕蒙，中国画家
- 张骏祥，中国电影导演
- 上官云珠，中国电影演员
- 程之，中国电影演员[2]
- 汤晓丹，中国导演[2]
- 汤沐海，中国指挥家
- 汤沐黎，中国画家
- 张瑞芳，中国演员[2]
- 张露，中国歌手
- 童芷苓，中国京剧演员
- 吴贻弓，中国导演
- 王丹凤，中国电影演员
- 李梓，中国配音演员
- 吴孟超，中国医学家
- 金焰，中國演員[2]
- 谢晋，中國電影導演[2]
- 徐桑楚，中國電影製片人[2]
- 桑弧，中國電影導演[2]
- 韩非，中國電影演員[2]
- 李浣青，中國電影演員[2]
- 沙耆，中國油画家[2]
- 巫慧敏，中国歌手[3]